# 1969 QR
1969 QR är en asteroid i huvudbältet, som upptäcktes 22 augusti 1969 av den tjeckiske astronomen Luboš Kohoutek vid Bergedorf-observatoriet.
Asteroiden har en diameter på ungefär 4 kilometer.